# Fidelio

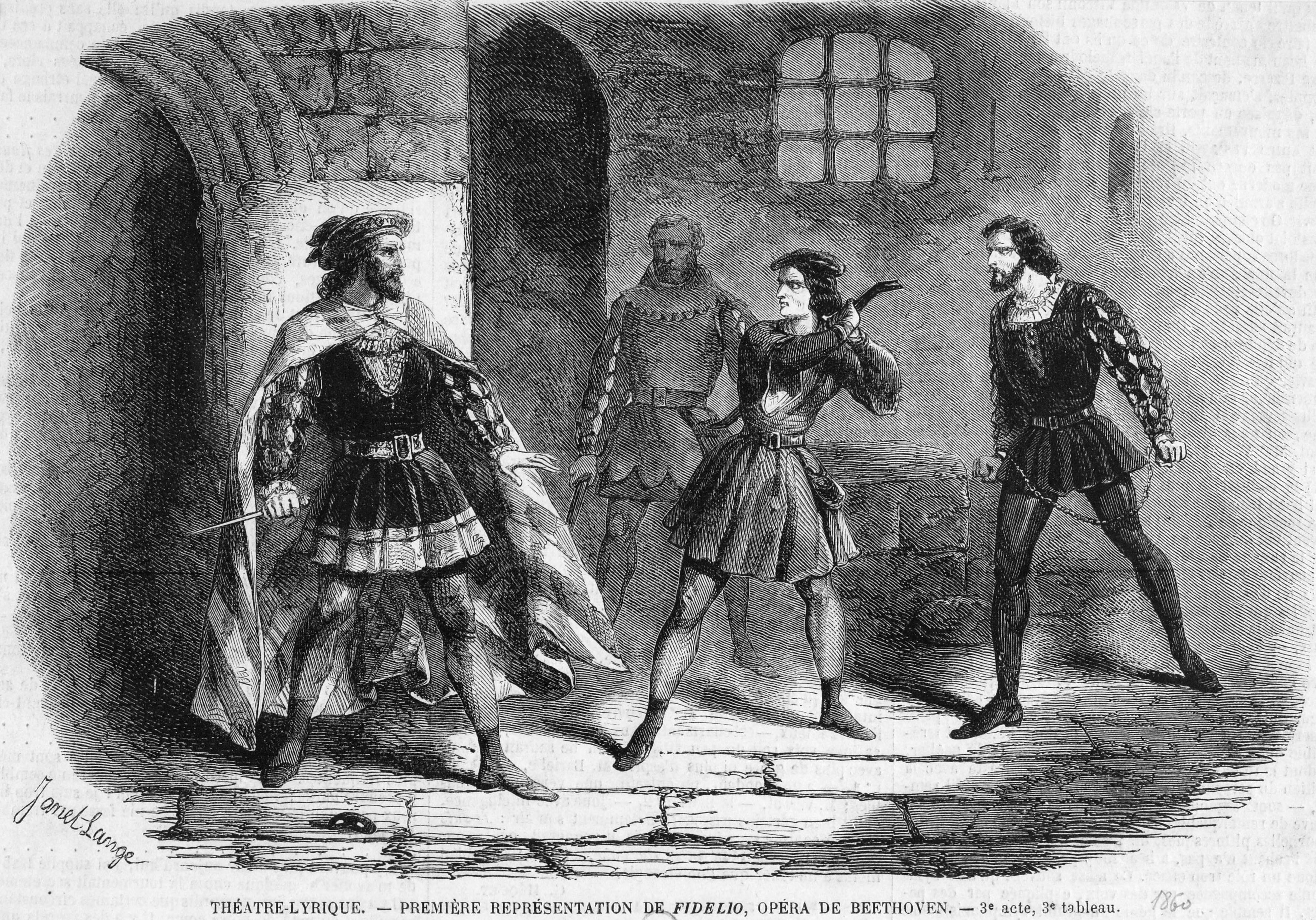
Akt 3 av Fidelio på Théâtre Lyrique år 1860.

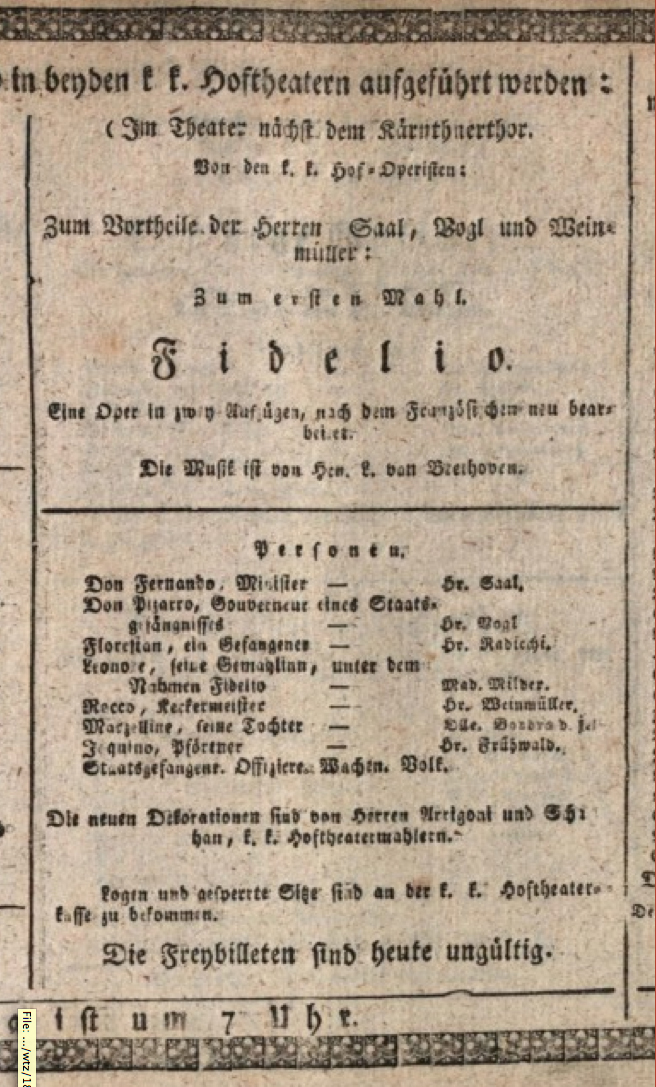
Fidelio, Reklam inför urpremiären av tredje versionen i Wien den 23 maj 1814.

Fidelio är den slutliga versionen i två akter av en opera med musik av Ludwig van Beethoven. Det är Beethovens enda opera.
I ursprungsversionen, med titeln Leonore, hade operan tre akter. Libretton av Joseph Ferdinand von Sonnleithner, Georg Friedrich Treitschke och Stephan von Breuning bygger på ett franskt original, Léonore ou l'Amour conjugal, av Jean-Nicolas Bouilly.

## Bakgrund
En verklig händelse under franska revolutionen lär ligga till grund för Fidelio. En tapper adelsdam sägs ha befriat sin äkta make ur fängelset. Jean-Nicolas Bouilly använde sig av händelsen i Léonore ou l'Amour conjugal, som skulle komma att ligga till grund för en opera av Pierre Gaveaux som uruppfördes i Paris 19 februari 1798, och även för senare tonsättningar av Ferdinando Paër och Giovanni Simone Mayr. Även om Bouillys libretto intog en antirevolutionär hållning och handlingen hade förlagts till Spanien, associerade Parispubliken scenhändelserna med de historiska tilldragelserna i Paris under franska revolutionen. Bouilly och i ännu högre grad den i Wien bosatte översättaren Sonnleithner fruktade censuren. Man vågade inte väcka misstanke om att ha ett "revolutionärt sinnelag". Därför tvingades Sonnleithner i görligaste mån undvika varje hänvisning till den revolutionära tidsepoken. Beethovens propagerande för människornas förbrödring gav operan redan från början en symbolisk och idealistisk innebörd.

## Historia
Operan uruppfördes i ursprungsversionen med titeln Leonore på Theater an der Wien den 20 november 1805, men utan framgång. Medverkande därtill var det faktum att Napoleons armé just intagit staden och publiken främst bestod av franska officerare och soldater, men operan var också för lång och för omständlig.    
Efter diskussioner och motstånd från Beethovens sida omarbetades operan två gånger. En första bearbetning i två akter 1806 blev misslyckad, men efter ytterligare en nästan total omarbetning fullbordades Fidelio och den idag oftast spelade versionen fullbordades 1814. Urpremiären på Fidelio ägde rum i Wien den 23 maj 1814. Vid alla tre versionernas uruppförande sjöngs Leonoras parti av den dramatiska sopranen Pauline Anna Milder-Hauptmann. Från henne härrör idén att döpa om operan från Leonore till Fidelio. Teateraffischerna från 1805 och 1806 tillkännagav fortfarande operan under hela dess namn Fidelio, oder die eheliche Liebe (Fidelio eller den äktenskapliga lyckan). Beethoven betraktade äktenskapet som ett upphöjt ideal.
Det finns tre olika ouvertyrer, ofta benämnda 1, 2, 3. Den tredje ouvertyren framförs ibland som en inledning till andra akten. Till sin uppläggning är verket en blandning av tyskt sångspel med viss talad dialog och opera seria.
Den svenska premiären ägde rum på Stockholmsoperan den 14 april 1832 med en version översatt av Bernhard Crusell och den iscensattes åter med premiär den 28 maj 1957 med den tyska originaltexten och den 16 december 1970 i nyöversättning av Folke Abenius.
Den sattes upp på Göteborgsoperan med premiär den 4 februari 2006.

## Om operan
Fidelio har visserligen en typisk, nästan äventyrsliknande operahandling, men musiken är ändå symfoniskt upplagd. För de olika versionerna av operan komponerade Beethoven fyra stort upplagda uvertyrer (tre Leonorauvertyrer samt Fideliouvertyren). Kulminationsögonblicket avslöjar Beethovens instrumentala natur: i samma  stund som Leonora beslutar sig för att döda Pizarro, ljuder en trumpetfanfar som tillkännager ministerns ankomst. Den dramatiska upplösningen kommer till stånd genom ordlös musik, som en motpol till det sjungna ordet.
Operans musikaliska rötter går att spåra tillbaka till en kantat som den tjugoårige Beethoven skrev när kejsar Josef II avled. Här framställs despotismens och fanatismens mörker musikaliskt liksom även upplysningens genomträngande ljus. Även Fångkören är symfoniskt upplagd. Också här är det orkestern som bär den musikaliska substansen, ett stigande motiv som kan liknas vid en hand som sträcks ut mot ljuset.

## Personer

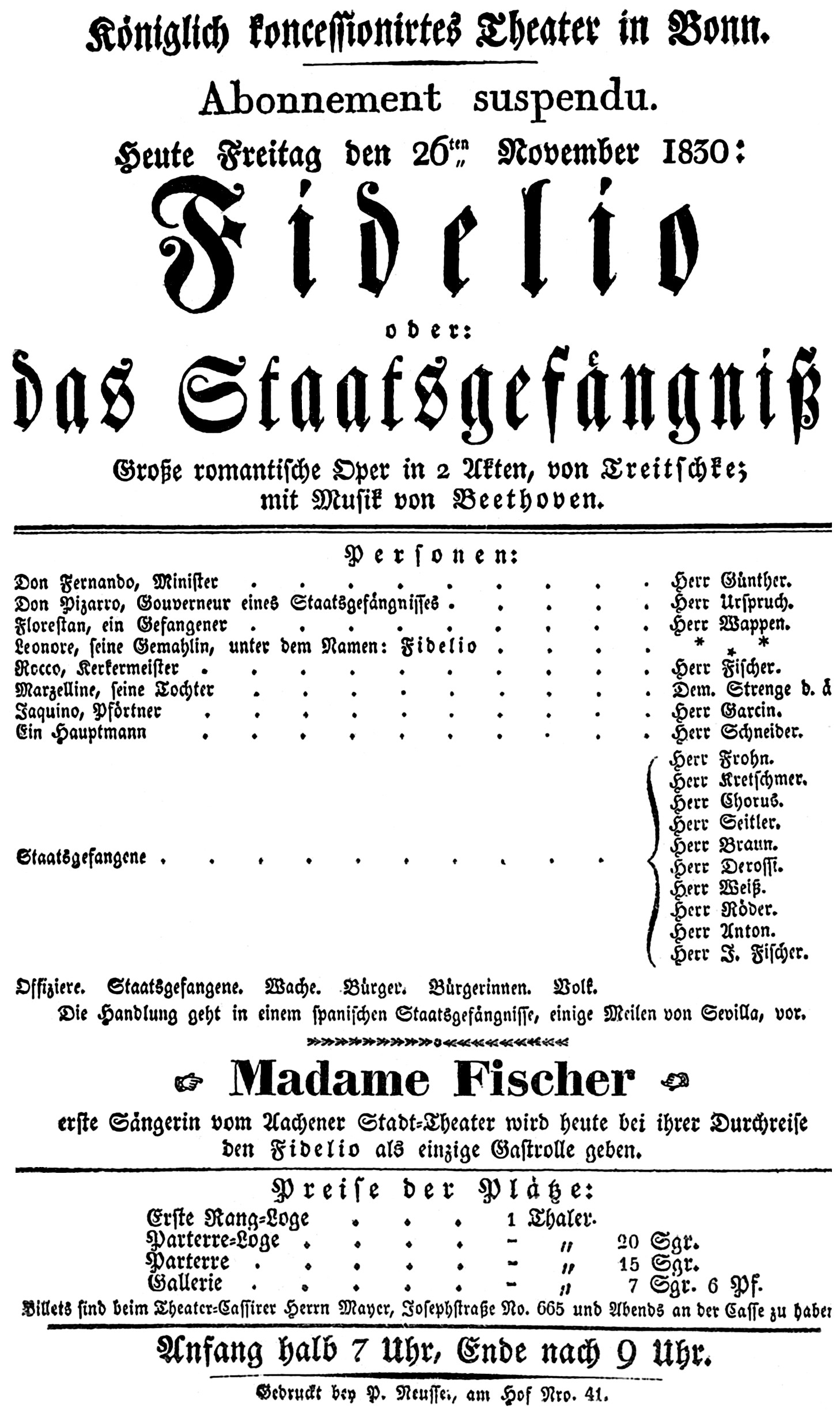
Annons rörande en föreställning av Fidelio i Bonn 1830.

- Florestan, spansk adelsman och fånge (tenor)
- Leonora, hans hustru, under namn av Fidelio (sopran)
- Don Fernando, justitieminister i Spanien (baryton eller basstämma)
- Don Pizarro, guvernör för ett statsfängelse (baryton)
- Rocco, fångvaktare (bas)
- Marcellina, hans dotter (sopran)
- Jacquino, portvakt i fängelset (tenor)
- Officerare, soldater, fångar och deras släktingar och vänner.

## Handling
Operan utspelas i ett statsfängelse några mil utanför staden Sevilla på 1600-talet. Den är ett exempel på genren räddningsopera, som var populär vid denna tid.

### Akt I
Fångvaktaren Rocco har mycket att göra. Portvakten Jaquino hjälper honom gärna, eftersom han är förälskad i Roccos dotter Marzellina och redan är påtänkt som svärson. Men Rocco har nu fått en medhjälpare, Fidelio, och genom denne har allt förändrats. Den skicklige främlingen har vunnit Roccos tillit och Marzellina har förälskat sig i honom. Men Fidelio är en kvinna, Leonora har förklätt sig för att kunna söka upp och befria Florestan, som är sanningens förkämpe. Hon tror att han olagligt har spärrats in i fängelset av dess guvernör, Pizarro. När Pizarro får veta att hans illdåd har blivit känt, vill han dölja alla spår genom att låta mörda Florestan. Ministern avses vid den planerade inspektionen inte kunna finna Florestan, som en gång upptäckt ett brott som Pizarro har begått och nu försmäktar i fängelsets djupaste fängelsehåla. Vakter skall skickas till alla torn för att hålla utkik efter ministern, vars ankomst skall tillkännages medan han utför sitt mörka dåd. På Fidelios och Marzellinas begäran har Rocco under tiden släppt ut fångarna på fängelsegården, så att Leonora (Fidelio) skall kunna söka efter Florestan bland dem. Pizarro blir förargad över Roccos egenmäktighet och låter spärra in fångarna på nytt. Då Leonora inte har lyckats upptäcka Florestan bland fångarna, utverkar hon tillåtelse av Rocco att följa med denne till de underjordiska fängelsehålorna. Där skall man gräva en grav.

### Akt II
Florestan beklagar sitt bittra öde, sanningens tjänare har belönats med kedjor. I en vision ser han friheten. Den bär Leonoras anletsdrag. Rocco och Fidelio gräver graven. Leonora känner först inte igen sin make men vill ändå rädda fången, vem han än är. Till sist kastar hon sig dödsföraktande mellan Florestan och Pizarro och ger sig till känna som Leonora. Detta bevis på kärleken till maken gör dock inget intryck på Pizarro, men i samma ögonblick ljuder trumpetfanfaren. Pizarro hejdar sig och det räddade paret grips av outsäglig glädje.
Ministern bemöter fångarna broderligt. Rocco leder Florestan och Leonora ut i dagsljuset. Pizarro får sitt rättmätiga straff. Marzellina går tillbaka till Jaquino. I Florestan hälsar ministern en vän, som han trodde var död. Leonora löser makens bojor. Alla förenar sig i en lovsång till den äktenskapliga kärleken.

## Berömda utdrag
- Akt 1. Mir ist so wunderbar (kvartett); Ha! Welch ein Augenblick (Pizarro); Abscheulicher, wo eilst du hin (Leonora); O welche Lust (fångarnas kör).
- Akt 2. In des Lebens Frühlingstagen (Florestan); O namenlose Freude (Florestan och Leonora).

## Några välrenommerade inspelningar (urval)
- Salzburger Festspiele, live 1950. Flagstad, Patzak, Greindl, Schwarzkopf. Wiener Philarmoniker. dir. Wilhelm Furtwängler. EMI 7 64901-2. (2 CD).
- Kirsten Flagstad, René Maison. Orchestra of the Metropolitan Opera. Dir. Bruno Walter. Live 1941. Naxos 8.110054-55 (2 CD).
- Martha Mödl, Wolfgang Windgassen, Sena Jurinac, Gottlob Grick, Otto Edelmann. Wiener Philarmoniker. Dir. Wilhelm Furtwängler. EMI CHS 7 64496 2. (2 CD).
- Rose Bampton, Jan Peerce. NBC Cymphony Orchestra, dir. Arturo Toscanini. RCA 09026-60273-3. (2 CD).
- Helga Dernesch, Jon Vickers. Berliner Philarmoniker. Dir. Herbert von Karajan. EMI 0777 7 69290 2 6. (2 CD).
- Birgit Nilsson, James McCracken. Vienna Philarmonic Orchestra. Dir. Lorin Maazel. Decca 448 104-2 (2 CD).
- Christa Ludwig, Jon Vickers. Philarmonia Orchestra and Chorus. Dir. Otto Klemperer. EMI 0724356736122. (2 CD). Inspelad 1962.[3]
- Nina Stemme, Jonas Kaufmann. Lucerne Festival Orchestra. Dir. Claudio Abbado. Live 2010. Decca 478 2551. (2 CD).
- Edda Moser, Richard Cassily, Theo Adam. Staatskapelle Dresden. Dir. Herbert Blomstedt. URVERSIONEN av Fidelio med namnet Leonore. Berlin Classics 0011402C (2 CD).
- Fidelio sjungen på ryska. Galina Vishnevskaya, Georgi Nelepp. Orchestra of the Bolshoi Theatre. Dir. Aleaxander Melik-Pashayev. Gala GL 100.597 (2 CD).
- Christa Ludwig, Gundula Janowitz, Walter Berry, Jon Vickers. Orchester der Wiener Staatsoper. Live. Dir. Herbert von Karajan. DG 477 7364 (2 CD). Genom ingipande av Jon Vickers son har det kunnat påvisas att Vickers inte som utannonseras sjunger den manliga huvudrollen i denna upptagning, utan en icke angiven sångare. Inspelningen har dragits in av DG.
- Gundula Janowitz, Lucia Popp, René Kollo, Hans Sotin. Wiener Staatsoper Chor und Orchester. Leonard Bernstein, dirigent. DG DVD 073 4159.[4]